# Califfato

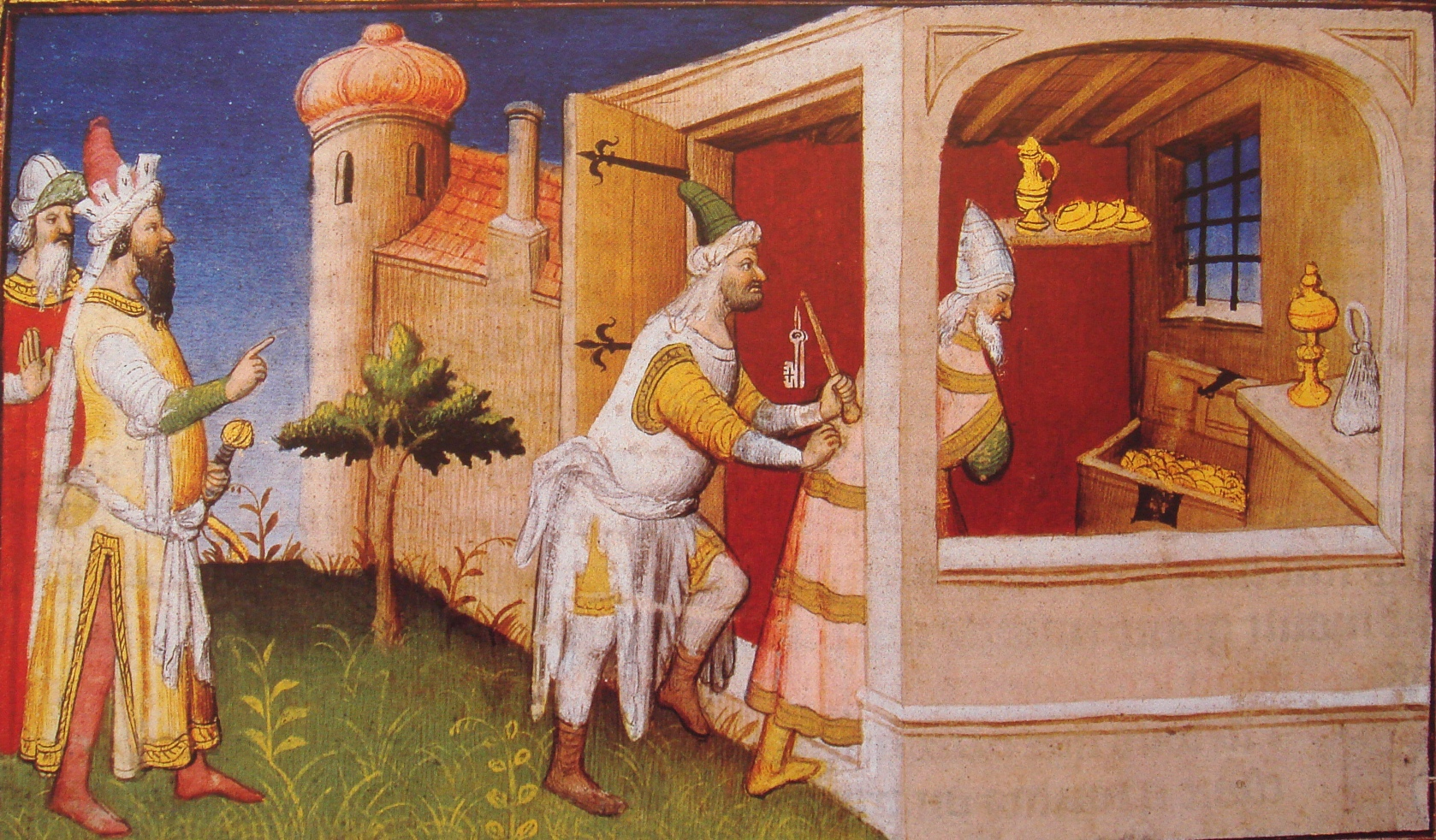
al-Mustaʿṣim è costretto a consegnare il tesoro califfale nelle mani di Hulegu dopo la presa di Baghdad da parte dei Mongoli (illustrazione tratta da Le livre des merveilles, di Marie-Thérèse Gousset).

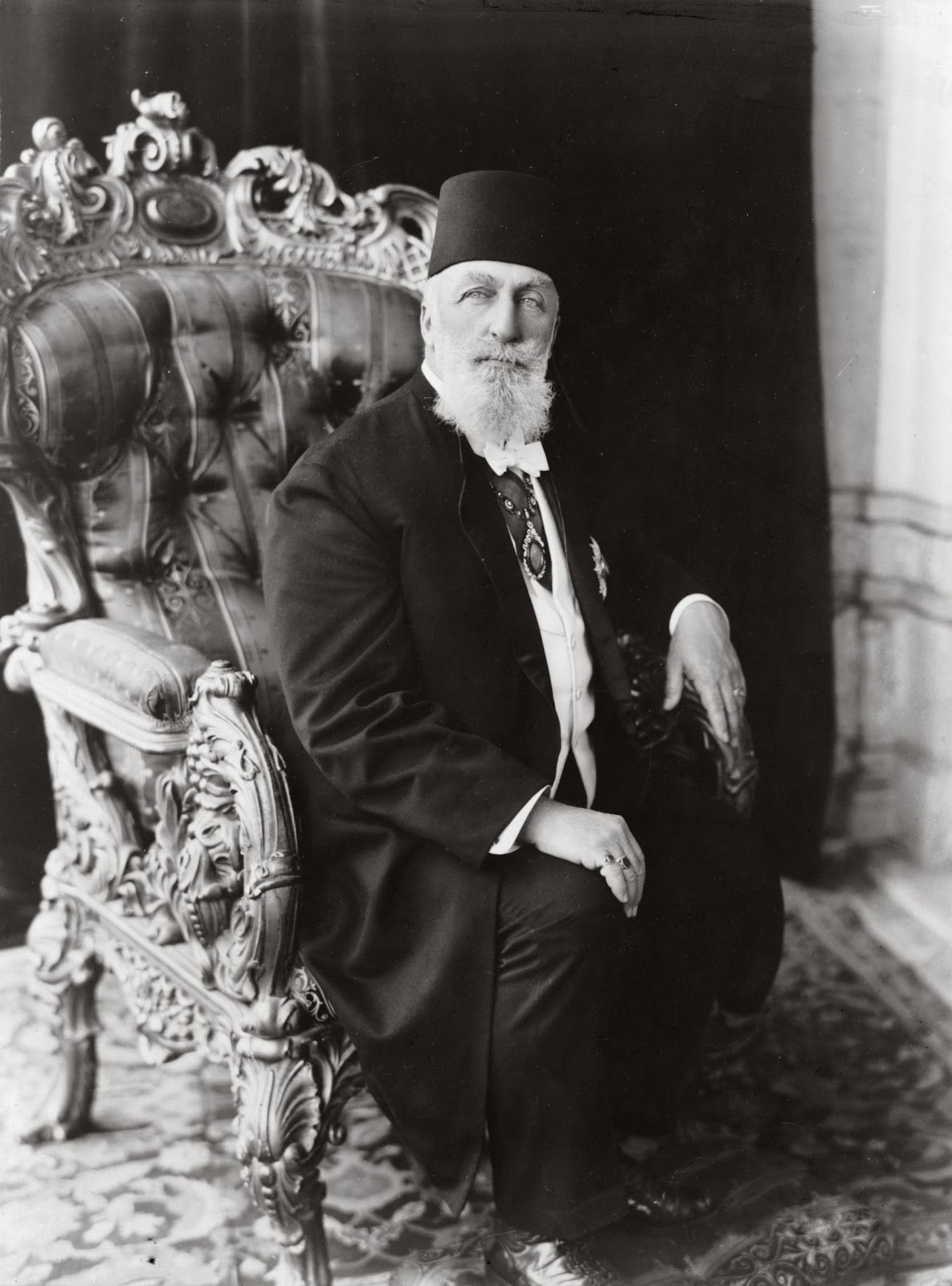
Abdülmecid II, l'ultimo Califfo della dinastia ottomana

Il califfato è una forma di governo monarchico (elettivo, poi assoluto); la sua identità politica e sociale si basa sul perseguimento e sulla predicazione delle convinzioni e delle attività politiche e religiose del profeta islamico Maometto e sull'identificazione del monarca (il cosiddetto Califfo) come suo erede e successore.

## Etimologia
Il termine (in arabo خلافة‎?, khilāfa) significa "successione", "luogotenenza", e si riferisce al sistema di governo adottato dal primissimo Islam, il giorno stesso della morte di Maometto, e intende rappresentare l'unità politica e spirituale dei musulmani, ovvero la umma.
Un sinonimo di califfo - in uso fin dal governo di ʿOmar ibn al-Khaṭṭāb - è l'espressione "Comandante di credenti" (Amīr al-muʾminīn), successore politico (ma in qualche modo anche spirituale, ma non religioso) di Maometto nella sua funzione di fondatore e guida della umma.
La sua istituzione non è prevista dal Corano e neppure dalla Sunna di Maometto e lo stesso termine "costituzione", o "rescritto", o "accordo" (in arabo صحيفة‎?, ṣaḥīfa, lett. "Foglio") di Medina dell'anno 1 dell'Egira, è una traduzione abbastanza impropria per indicare quello che era un semplice accordo firmato tra le varie componenti della città di Yathrib (odierna Medina) per regolamentare la convivenza fra musulmani, ebrei e persino pagani.

## Storia

Il Califfato, 622-750
Espansione sotto Muhammad, 622-632
L'espansione durante il Califfato dei Rashidun, 632-661
Espansione durante il Califfato degli Omayyadi, 661-750

Espansione sotto Muhammad, 622-632
     L'espansione durante il Califfato dei Rashidun, 632-661
     Espansione durante il Califfato degli Omayyadi, 661-750

### Il califfato arabo

#### Califfato dei Rāshidūn (632-661)
L'espressione "Califfato dei Rāshidūn" (in arabo Template:اَلْخِلَافَةُ ٱلرَّاشِدَةُ), ossia "Califfato degli Ortodossi", identifica il trentennio circa di storia islamica (632-661) in cui la umma fu retta dai quattro Califfi, della tribù dei Quraysh ma tra loro non imparentati (in arabo اَلْخُلَفَاءُ ٱلرَّاشِدُونَ‎?, al-Khulafāʾ al-Rāšidūn): Abū Bakr, ʿUmar ibn al-Khaṭṭāb, ʿUthmān b. ʿAffān e ʿAlī b. Abī Ṭālib. 
L'essere stati tra i musulmani più illustri per anzianità di fede (sābiqa) e per parentela o affinità con Maometto (karāba), e l'essere stati prescelti in base a criteri di efficienza e non di appartenenza familiare, li ha fatti definire dai musulmani come "ortodossi" (rāshidūn), spesso erroneamente definiti "Ben guidati" (al-rashīdūn).

#### Califfato omayyade (661-750)
Il Califfato omayyade (in arabo ٱلخلافة ٱلأموية‎?, al-Khilāfa al-Umawiyya) fu il secondo dei quattro califfati principali istituiti dopo la morte di Maometto, governato dalla dinastia degli Omayyadi (ٱلأمويون, al-Umawiyyūn o بنو أمية, Banū Umayya, "Figli di Umayya"), provenienti dalla Mecca. Fu il terzo califfo, ʿUthmān b. ʿAffān, a essere la prima autorità politica appartenente a quel clan, ma la famiglia stabilì un dominio ereditario e dinastico soltanto con Muʿāwiya ibn Abī Sufyān, governatore di lunga data della Siria che divenne il quinto califfo dopo la fine della prima guerra civile musulmana nel 661. 
Dopo la morte di Muʿāwiya nel 680, i conflitti di successione culminarono con una seconda guerra civile e il potere alla fine cadde nelle mani di Marwān I a un altro ramo del clan. La Siria rimase la principale base di potere degli Omayyadi da allora in poi, con Damasco designata come capitale. La dinastia fu infine rovesciata da una rivolta sanguinosissima, guidata dagli Abbasidi nel 750. I sopravvissuti Omayyadi si stabilirono a Cordova, dando origine a un emirato e, in seguito, a un califfato rimasto in vita fino al 1031.

#### Califfato abbaside (750-1258)
Il califfato abbaside si concluse ufficialmente nel 1258, anno in cui la capitale Baghdad fu conquistata e devastata dai Mongoli di Hulagu Khan che, uccidendo l'ultimo abbaside, al-Mustaʿṣim, estinse per sempre il califfato. In realtà un ramo secondario abbaside sopravvisse e, dopo una breve presenza ad Aleppo, trovò rifugio al Cairo, vivendo (ma non governando in linea di massima, sotto la dorata tutela dei Mamelucchi.

### Califfato fatimide (909-1171)

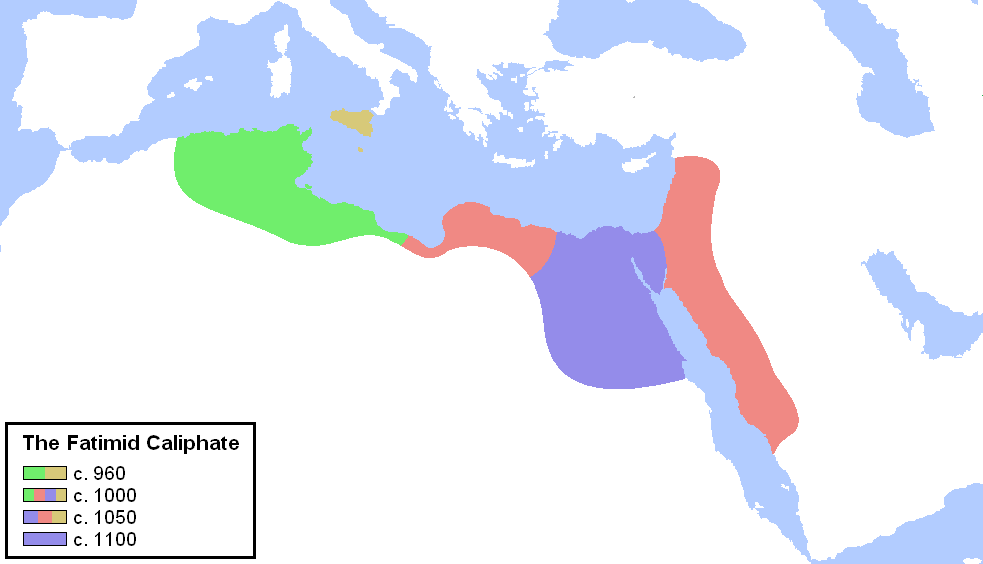
Mappa del califfato fatimide nella massima estensione nei primi anni dell'XI secolo

### Califfato almohade (1147-1269)

Mappa del Califfato di Cordova circa anno 1000

Seppure non riconosciuto dalle entità politiche e istituzionali, può essere anche ricordato anche il califfato almohade, i cui Sultani impiegavano per sé stessi la dizione di Amīr al-muʾminīn, Comandante dei credenti, un perfetto sinonimo di "Califfo".

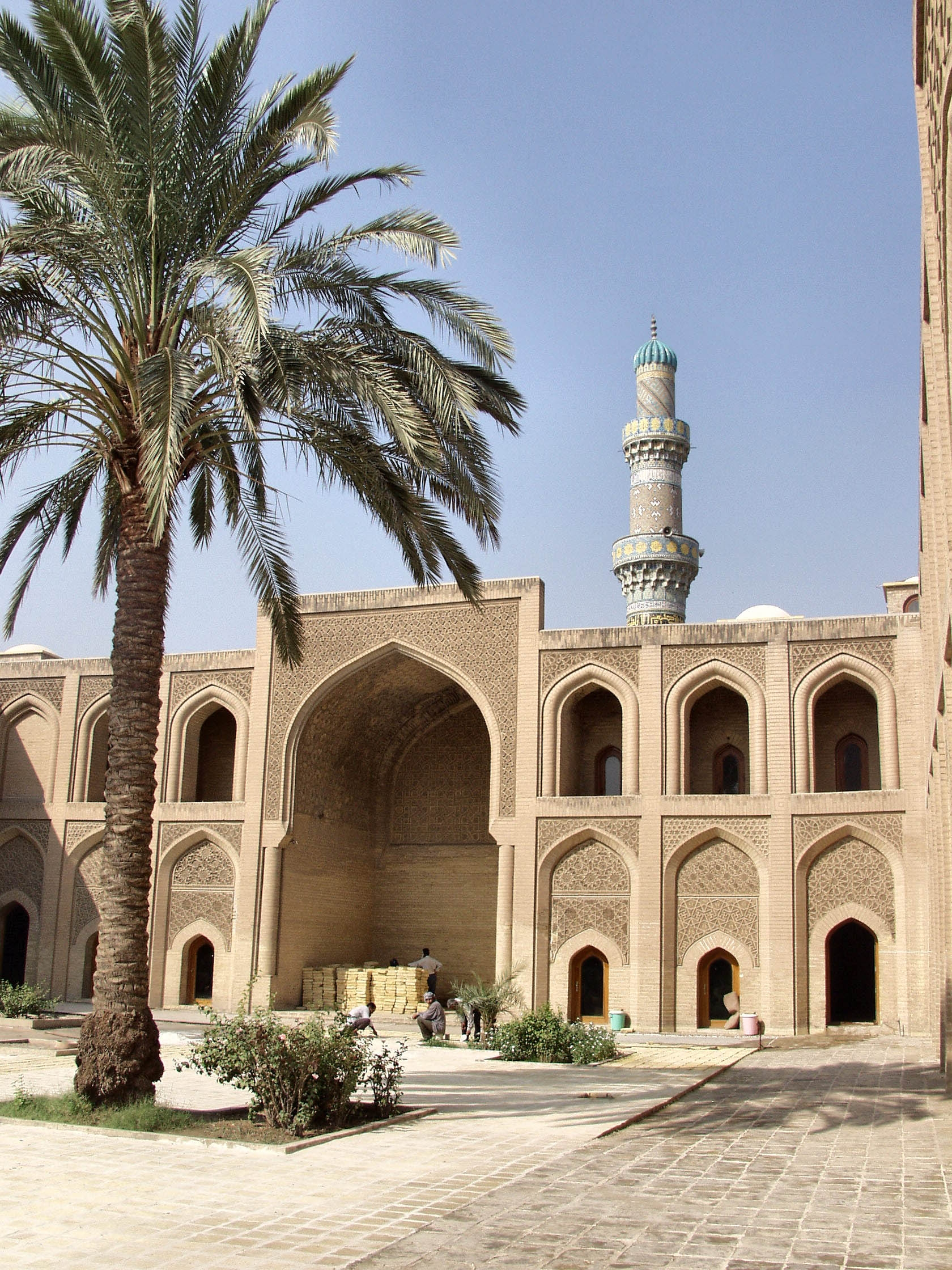
Università al-Mustanṣiriyya a Baghdad

### Il Califfato ottomano (1517-1924)
La conquista del Sultanato mamelucco da parte del Sultano ottomano Selim I nel 1517 pose fine a quella fase in cui gli ultimi discendenti degli Abbasidi svolgevano una funzione di pura e semplice rappresentanza formale. Selim ricevette l'investitura da parte dell'ultimo Abbaside, Al-Mutawakkil III, con una solenne cerimonia al Cairo. I vincitori trasferirono tutti gli emblemi del potere califfale abbaside, mantello e spada di Maometto e altri oggetti ancora, ad Istanbul, nella residenza sultanale del Topkapı, il cui titolare agì come califfo dei musulmani sunniti, senza incontrare alcuna contestazione tra i suoi correligionari.
A livello internazionale il titolo di califfo venne ufficialmente utilizzato, e di fatto accettato, anche dalle cancellerie europee, solo a partire dalla firma del Trattato di Küçük Kaynarca del 1774.

### Il "Movimento Khilafat" (1919-24)

La bandiera dell 'Afghanistan tra il 1880 e il 1901.

Fin dal 1919 esisteva comunque un movimento attivo in difesa dell'Impero ottomano e noto appunto col nome di "Movimento Khilafat" (Movimento per il Califfato), nato tra i Musulmani indiani ed appoggiato anche dallo stesso Gandhi, che riconosceva in una istituzione pan-islamica come l'Impero ottomano, l'unico modo per tener testa all'egemonia britannica. Tale movimento fu invece osteggiato dagli Arabi che lo ritennero uno strumento per il mantenimento della supremazia turca. Da parte araba quindi il titolo califfale fu rivendicato da re al-Ḥusayn b. ʿAlī dell'Ḥijāz, leader della Rivolta araba, ma il suo regno venne sconfitto ed annesso nel 1925 all'Arabia Saudita da ʿAbd al-ʿAzīz . Il titolo è da allora vacante.

### Abolizione del califfato (1924)
Il califfato ottomano fu abolito nel 1924 da Mustafa Kemal Atatürk e i suoi poteri furono trasferiti alla Grande Assemblea Nazionale della Turchia, il parlamento della neonata Repubblica Turca.

### Il "califfato" dell'ISIS
Il 29 giugno 2014 l'ISIS, nell'ambito della guerra civile siriana e dell'insurrezione irachena, ha annunciato a Mossul (Iraq) l'istituzione nei territori sotto il proprio controllo di un "califfato", con a capo Abu Bakr al-Baghdadi. A partire da quel momento, il gruppo terroristico ha adottato la dicitura di Stato Islamico anche se è diffuso, non solo in ambito arabo, l'acronimo Daesh.

### Organizzazione della cooperazione islamica
Si propone come erede del califfato anche l'Organizzazione della cooperazione islamica (almeno nei territori non russi o cinesi), con il segretario generale eletto (come i califfi rashidun).